# Apostrophe (rhétorique)
Vous lisez un « bon article » labellisé en 2010.
Pour les articles homonymes, voir Apostrophe.

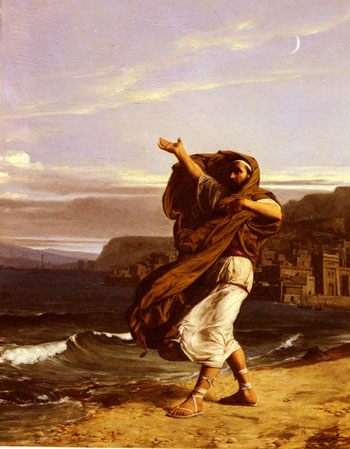
Démosthène s'exerçant à la parole, toile de Jean-Jules-Antoine Lecomte du Nouy (1842-1923).

L’apostrophe (substantif féminin, se prononce /a.pɔs.tʁɔf/ ), du grec ἀποστροφή (apostrophê, « action de se détourner » ayant donné le mot apostropha en latin), est un procédé linguistique et stylistique permettant d'interpeller un destinataire dans le cours d'une phrase ou d'un texte.
On peut considérer l'apostrophe sous deux aspects, rhétorique et grammatical. En tant que fonction grammaticale, elle s'applique au terme qui désigne la personne ou la chose personnifiée que l'on interpelle. Par exemple, dans le vers « Ô malheureux mortels ! Ô terre déplorable ! » (Voltaire, Poème sur le désastre de Lisbonne), l’apostrophe, renforcée par le double emploi de l'interjection « ô », constitue la fonction des termes « malheureux mortels » et « terre déplorable ». Cette fonction est généralement représentée dans les langues flexionnelles, comme le latin, par un vocatif ancien. D'un point de vue rhétorique, l'apostrophe désigne plus précisément une figure de style, proche de l’allocution, et qui consiste à interrompre un discours ou un récit pour s’adresser subitement à un destinataire, qui peut être absent ou fictif. Proche de la digression ou de l’épiphrase, l’apostrophe est un procédé stylistique important qui engage le narrateur dans son discours.

## Définition linguistique
L’apostrophe peut se définir comme un mode d’énonciation qui permet, au sein d'un discours, de désigner un destinataire animé ou personnifié auquel on adresse la parole pour attirer son attention. Elle se caractérise par l'absence de déterminant précédant le nom commun. D'après le linguiste Roman Jakobson, l’apostrophe relève de la fonction phatique du langage, également appelée fonction de contact. Elle permet en effet de contrôler si, entre le destinateur et le destinataire, au sein de la situation de communication, la relation est toujours active. Reposant le plus souvent sur un nom ou sur un syntagme nominal (« Amis, ne creusez pas vos chères rêveries », Victor Hugo), ou sur un pronom et un syntagme pronominal (« Ô Satan, prends pitié de ma longue misère ! », Charles Baudelaire), l'apostrophe est une dislocation grammaticale marquée à l'oral par une intonation spécifique et intégrée à un système énonciatif : 
- ex : Luc, viens ici tout de suite !
- ex : Veuillez recevoir, Monsieur, mes plus cordiales salutations.

À l'écrit, cet emploi est marqué spécifiquement par le recours à la virgule. Les mots mis en apostrophe sont suivis d’une virgule lorsqu’ils débutent un énoncé, sont isolés entre deux virgules quand ils sont au centre de la phrase, ou enfin précédés d’une virgule lorsqu’ils la terminent. La virgule signale également le changement de tonalité et d’intonation qui marque l’apostrophe à l'oral.
D'un point de vue grammatical, l’apostrophe n’est pas véritablement considérée comme porteuse d'une fonction syntaxique ; c'est pourquoi la notion d’exclamation lui est préférée le plus souvent. L'apostrophe ressemble souvent à d'autres procédés d'interpellation, comme l'incantation, la prière ou l'imprécation ; elle n'en diffère que par la longueur. Ainsi, la répétition du syntagme « Conscience ! » dans le livre IV de Émile ou de l'éducation de Jean-Jacques Rousseau tient plus de l'incantation que de l'apostrophe simple,. Par conséquent, grammaticalement, George Molinié et Michèle Aquien en font « une des formes de détail de la figure plus générale de l'allocution ».
Alors que l'apostrophe, indépendante, s'applique à l'interlocuteur, l'apposition caractérise ou identifie simplement le terme qui la précède, quel que soit son rôle.
- ex : Le kangourou, mammifère australien, appartient à l'ordre des marsupiaux[10].
- ex : Le kangourou, cher contradicteur, appartient à l'ordre des marsupiaux.
- ex : Poisson, mon bel ami, qui faites le Prêcheur, / Vous irez dans la Poêle[11].

Dans la première phrase, on ne s'adresse pas au « mammifère australien » (cette apposition précisant le substantif sujet « kangourou »), alors que dans la deuxième, on s'adresse bien au « cher contradicteur », qui constitue une apostrophe. Dans la troisième, le pêcheur apostrophe le poisson, terme auquel il adjoint l'apposition « mon bel ami ».

## Définition rhétorique

### La figure oratoire
L’apostrophe, appelée également interpellation dans le domaine rhétorique, est une figure de style qui permet à l’orateur, en s’interrompant tout à coup, de s’adresser à quelqu’un ou à quelque chose, de réel ou d’imaginaire. Bernard Dupriez en fait un synonyme d'« appellation ». Son identification à une classe générale de figures stylistiques a néanmoins toujours posé un problème. Ainsi, le rhétoricien Antoine Fouquelin y voit « une figure de sentence qui gît en interruption » alors que le grammairien César Chesneau Dumarsais en fait une « figure de pensée ». François De Caussade, lui, y voit une « figure de passion », alors que Paul-Louis Courier la sacre « mitraille de l'éloquence ». Elle permet au locuteur d’impliquer fortement l’allocutaire à des moments clés de son discours, tout en affirmant son propre positionnement. La figure repose principalement, en français, sur un vocatif ancien hérité du latin et précédé d’une interjection telle que « ô » (distinct du « ho ! » d’appel), ou encore « eh quoi », « ah ! »... L'apostrophe peut aussi s'appuyer sur un nom propre (« entre ici, Jean Moulin »), un titre (« Monseigneur », « Mon roi »...), ou encore s'adresser à Dieu (« Mon Dieu », « Seigneur »...) La proposition est normalement fermée par un point exclamatif ou interrogatif, dont l’usage généreux conduit à une autre figure de style : l'hyperbole, comme dans ces vers :
Ô soldats de l’an deux ! Ô guerres ! Épopées !
— Victor Hugo, Ô soldats de l'an deux ! ..., Les Châtiments
Elle peut également reposer sur une dislocation du syntagme, marquée par la virgule, comme dans ces vers :
Belle reine, et pourquoi vous offenseriez-vous ?

Viens-je vous demander que vous quittiez l’empire ?

Que vous m’aimiez ?
— Jean Racine, Bérénice, Acte I, scène 2
L’apostrophe s'inscrit dans une situation de communication, c'est pourquoi on y retrouve des marques de la présence du locuteur et de son interlocuteur. Cette définition provient de la rhétorique classique. Le grammairien Bernard Lamy, dès 1699, note déjà : « L'apostrophe se fait lorsqu'un homme étant extraordinairement ému, se tourne de tous côtés ; il s'adresse au Ciel, à la terre, aux rochers, aux forêts, aux choses insensibles, aussi bien qu'à celles qui sont sensibles ». Le terme en apostrophe peut d'ailleurs constituer une allégorie, comme dans ces vers où la France est personnifiée sous les traits d'un être cher :
Oui, tant qu’il sera là, qu’on cède ou qu'on persiste

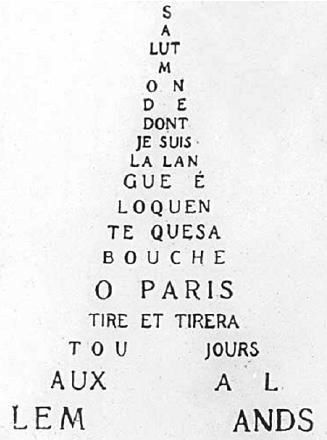
Calligramme de Guillaume Apollinaire dont la forme évoque la tour Eiffel et contenant une apostrophe centrale (Ô Paris).

Ô France ! France aimée et qu'on pleure toujours,

Je ne reverrai pas ta terre douce et triste,

Tombeaux de nos aïeux et nid de mes amours !
— Victor Hugo, Ultima Verba, Les Châtiments, livre VII
Cependant l’apostrophe peut aussi être destinée à un être réel ; c’est le cas lorsque la figure est employée dans des dialogues ou dans des sermons, comme dans la poésie oratoire où l'apostrophe permet de souligner l'ethos ou le pathos de l'énonciateur, comme dans ce vers :
Mon enfant, ma sœur,

Songe à la douceur...
— Charles Baudelaire, L’Invitation au voyage, Les Fleurs du mal
Dans les dialogues, elle est alors si simple, selon Pierre Larthomas, qu'elle ne passe pas pour être une figure de style, en raison même du fait, souligne-t-il, qu'elle est la condition de tout échange verbal. En poésie lyrique par contre, l'apostrophe se situe souvent « à l'attaque du poème » (dès le début) comme dans ce vers initial de L'Homme et la mer, construit tout entier sur trois apostrophes (à l'homme, à la mer et aux deux à la fois), parfois jusqu'à l'abus :
Homme libre, toujours tu chériras la mer !
— Charles Baudelaire, L'Homme et la mer, Les Fleurs du mal
Par ailleurs, l’apostrophe peut prendre la forme d’une adresse directe et vive faite au lecteur ou à l’auditeur, qu'il soit absent ou fictif :
Rentrons en nous-mêmes, ô mon jeune ami ! examinons, tout intérêt personnel à part, à quoi nos penchants nous portent.
— Jean-Jacques Rousseau, Émile, ou De l'éducation, livre IV
On appelle en effet « adresse » le passage d'une œuvre littéraire où l’auteur interpelle son lecteur ; dès lors l’apostrophe sous-entend une autre figure : l’épiphrase, par exemple dans le poème liminaire des Fleurs du mal de Charles Baudelaire :
Tu le connais, lecteur, ce monstre délicat,

Hypocrite lecteur, mon semblable, mon frère!
— Charles Baudelaire, Au lecteur, Les Fleurs du mal
L'apostrophe permet par conséquent de rompre la continuité diégétique du texte, en marquant une pause sous la forme d'une adresse de l'auteur à son lecteur. Les textes narratifs, comme l'épopée, y ont particulièrement recours. L'usage répété de l'apostrophe permet à Baudelaire de créer, tout au long du recueil, un dialogue entre le poète et son lecteur, autorisant une intimité. Le destinataire peut être imaginaire, comme Dieu ou une entité abstraite : « Être éternel, rassemble autour de moi l'innombrable foule de mes semblables » (Les Confessions de Jean-Jacques Rousseau), ou présent dans le cotexte et renvoyant au lecteur comme dans cet extrait de Jacques le fataliste de Diderot : « Vous voyez, lecteur, que je suis en beau chemin, et qu'il ne tiendrait qu'à moi de vous faire attendre un an, deux ans, trois ans, le récit des amours de Jacques. » L'apostrophe participe ainsi à la constitution d'une polyphonie des voix dans le discours.
Il est parfois impossible de distinguer entre une apposition et une apostrophe lorsque celle-ci n'est pas introduite par un exclamatif, comme dans ce vers de la pièce Le Cid :
Digne ennemi de mon plus grand bonheur,

Fer qui cause ma peine, 

M'es-tu donné pour venger mon honneur ? 

M'es-tu donné pour perdre ma Chimène ?
— Corneille, Le Cid, Acte I, scène 6
Dans d'autres langues que le français, l'apostrophe est utilisée dans les mêmes conditions et sensiblement pour les mêmes usages. Ainsi, en anglais, les interjections servent à la signaler : « O Romeo, Romeo! wherefore art thou Romeo ? » Shakespeare, Roméo et Juliette, Acte II, Scène 2). La mise en dislocation du syntagme formant l'apostrophe est également très employée dans la poésie lyrique (lyric poetry) anglaise : « Busie old foole, unruly sunne (...) » (John Donne, The Sun rising). De même en allemand (« Wo ehedem ein Gras war, da sitzest jetzt du, Öltank! », Bertolt Brecht) et en espagnol :
¡O virtuosa, magnífica guerra!
— Juan de Mena, Laberinto de Fortuna

### Effets stylistiques

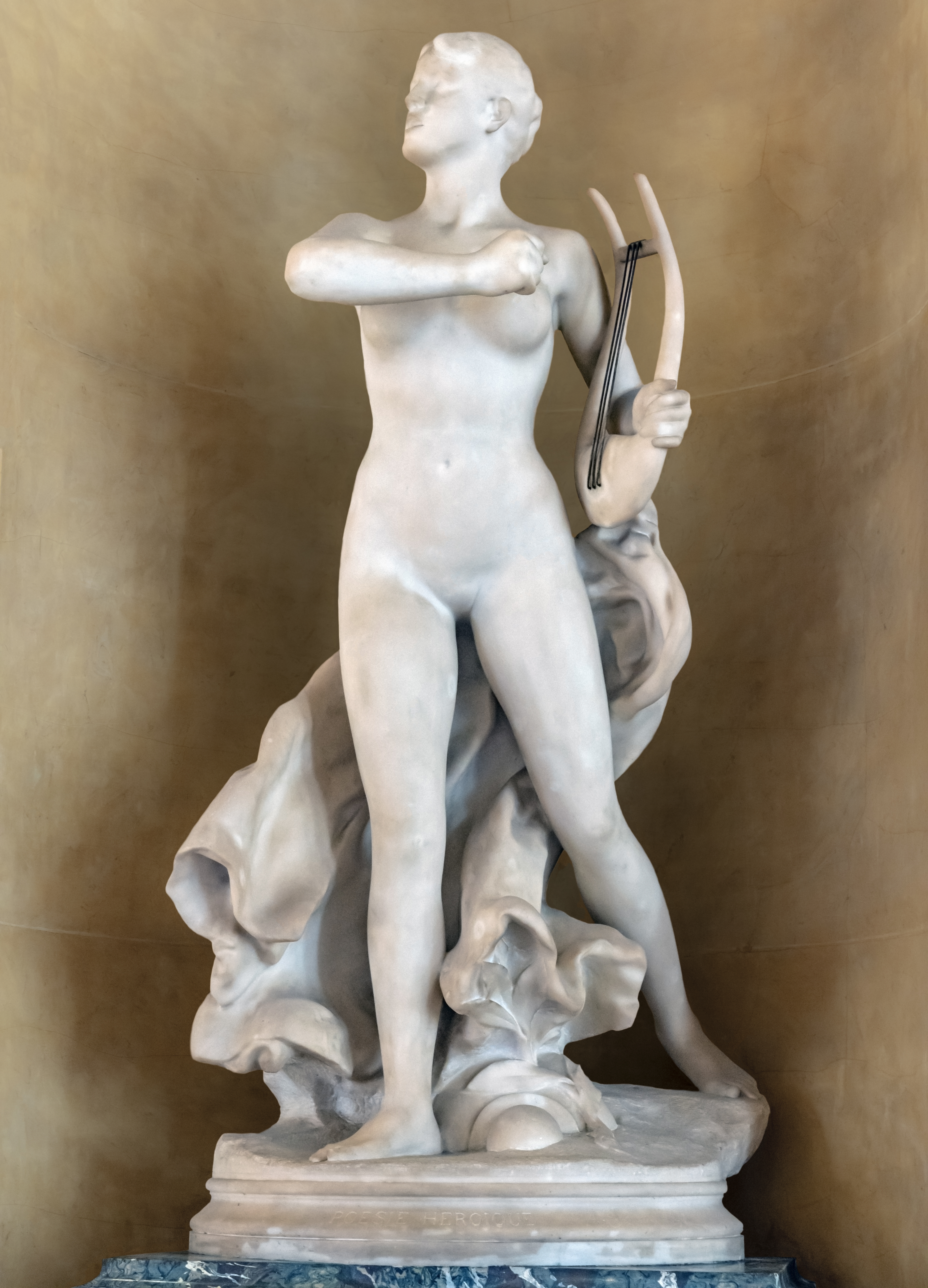
La poésie héroïque, 1893, par Alexandre Falguière.

Les effets visés par l’apostrophe sont multiples et dépendent de l'intention du locuteur. Selon Pierre Fontanier, auteur des Figures du discours (1821-1830) : « l'apostrophe est cette diversion soudaine du discours par laquelle on se détourne d'un objet, pour s'adresser à un autre objet, naturel ou surnaturel, absent ou présent, vivant ou mort, animé ou inanimé, réel ou abstrait, ou pour s'adresser à soi-même ». Fontanier cite ensuite plusieurs passages, Antoine faisant l'éloge de César aux Romains dans La Mort de César de Voltaire, acte III, ou Roxane se faisant des reproches dans Bajazet, acte IV. L'apostrophe est pour ce dernier « l'expression d'une émotion vive ou profonde, comme l'élan spontané d'une âme fortement affectée ».
Souvent lyrique en effet et destinée à épancher les sentiments contenus, la figure vise également l’incantation, en respect avec son utilisation première, dans l’Antiquité, où elle permettait de formuler des expressions religieuses à destination des dieux :
Ô cendres d’un époux ! ô Troyens ! ô mon père !
— Jean Racine, Andromaque
Elle peut être également un support rhétorique de la prière et de l’imprécation, souvent soutenue par une anaphore qui permet de suggérer l’invocation par la répétition des interjections. Lautréamont répète ainsi plusieurs fois « Vieil océan... » dans son ouvrage Les Chants de Maldoror, comme pour s’adresser ainsi au dieu maritime : « Vieil océan, ô grand célibataire (...). Je te salue, vieil océan ! »
L’apostrophe permet une intimité avec la personne qui est dite « apostrophée ». Alphonse de Lamartine use de cet effet dans ses Méditations poétiques :
Ô lac ! rochers muets ! Grottes ! forêt obscure !

Vous, que le temps épargne ou qu’il peut rajeunir,

Gardez de cette nuit, gardez, belle nature,

Au moins le souvenir !
— Alphonse de Lamartine, Le Lac, Méditations poétiques
À ce titre, elle fut très employée par les romantiques pour matérialiser leur sentiment de communion avec la Nature. L'apostrophe sert alors de support préférentiel pour véhiculer, en peu de mots, une image ou une métaphore explicite comme dans ce vers où la tour Eiffel est représentée sous les traits d'une bergère :
Bergère ô tour Eiffel le troupeau des ponts bêle ce matin
— Guillaume Apollinaire, Alcools
Dans le récit on utilise l’apostrophe pour étoffer le discours, de manière assez semblable à la figure de l’amplification, alors qu'au théâtre son usage est très fréquent, principalement dans les monologues, et assez souvent dans les dialogues. Pierre Larthomas, prenant la pièce de Polyeucte comme exemple, explique que dans le genre dramatique, l'apostrophe est tantôt une figure, un procédé vraiment littéraire, commode pour évoquer de façon passionnée bien qu'un peu artificielle une notion ou une personne, ou un ressort essentiel à l'action dialogique.

## Autres usages
Dans la publicité, l’apostrophe est très employée, à travers la notion de « personnalisation ». Il s’agit en effet d’inclure dans le message le nom du destinataire (le client ou le prospect), dans le cadre d'un publipostage par exemple :
- ex : Félicitations, Monsieur Jules Martin ! Vous avez (peut-être) gagné un superbe séjour aux Antilles !

À l’oral, on emploie l’expression « apostropher quelqu’un » pour dire qu’on entre en contact avec lui de façon inattendue et souvent désobligeante :
- ex : Tout faraud, il cria : « Tu pues, eh gorille. » Gabriel soupira. (Raymond Queneau, Zazie dans le métro)[6].

L'expression « parler à la cantonade » désigne une apostrophe prenant tout un monde imaginaire à témoin de la vérité proférée par l'interlocuteur. Enfin, suivant le contexte, et surtout le code social, l'apostrophe peut prendre des significations différentes. Ainsi, les militaires opposent l'apostrophe « Colonel ! », qui est une appellation proférée par un supérieur, à celle de « Mon colonel ! », proférée par un subalterne.
Sur un salon de discussion, l'apostrophe permet de s'adresser spécifiquement à un membre en restant dans le cadre d'une discussion publique. L'apostrophe prend la forme du pseudonyme de l'utilisateur auquel on s'adresse, suivi selon les usages d'une virgule ou d'un deux-points. Il s'agit d'une simple convention d'écriture, qui fait généralement l'objet d'une prise en charge spécifique du logiciel de discussion, qui reconnaît ces constructions et les met en valeur, en notifiant au besoin l'utilisateur qu'il vient d'être interpellé :
```
-!- Toto a rejoint #salon

<Toto> salut

<Titi> Toto
: salut

<Tata> Toto
: bienvenue
```

### Figures proches
| Figure mère  | Figure fille |
| ------------ | ------------ |
| Interjection |              |

| Antonyme | Paronyme | Synonyme                                                                  |
| -------- | -------- | ------------------------------------------------------------------------- |
|          |          | incantation, prière, imprécation, invocation, appellation, interpellation |